# Pim Doesburg
Willem „Pim“ Doesburg (* 28. Oktober 1943 in Rotterdam; † 18. November 2020) war ein niederländischer Fußballspieler.

## Karriere
Doesburg begann seine Karriere bei Sparta Rotterdam. Die ersten fünf Jahre seiner Karriere stand er bei Sparta zwischen den Pfosten und gewann im Jahr 1966 den niederländischen Pokal. Ein Jahr später wechselte er für drei Jahre zur PSV Eindhoven; in dieser Zeit konnte der Torhüter keine Titel erringen. Im Jahre 1970 kehrte er zu Sparta zurück. Zehn Jahre lang war Doesburg Torhüter bei diesem Verein, ehe er wieder zur PSV wechselte. In seinen letzten sieben Jahren als Torhüter wurde er 1986 und 1987 niederländischer Meister. Doesburg beendete seine Karriere im Alter von 44 Jahren.
International spielte Doesburg achtmal für die niederländische Nationalmannschaft. Er nahm an der Fußball-Weltmeisterschaft 1978 in Argentinien teil, bei der er als Ersatztorhüter Vizeweltmeister wurde. Bei der Fußball-Europameisterschaft 1980 in Italien war Doesburg einmal im Einsatz, die Elftal schied in der Gruppenphase als Gruppendritter aus.

### Trainerkarriere
Nach seiner aktiven Karriere wurde Doesburg Torwarttrainer unter anderem bei Feyenoord Rotterdam.

## Erfolge
- Zweimal niederländischer Meister (1986, 1987)
- Einmal niederländischer Pokalsieger (1966)